# Élections municipales et régionales ivoiriennes de 2018
Les élections municipales et régionales ivoiriennes de 2018 ont lieu le 13 octobre afin de renouveler les conseils municipaux et régionaux de Côte d'Ivoire. 

## Contexte
Ces élections permettent aux principaux partis de se positionner avant les présidentielles de 2020. Le Parti démocratique de Côte d'Ivoire de l'ancien président Henri Konan Bédié et le Rassemblement des houphouëtistes pour la démocratie et la paix du président Alassane Ouattara se font face, à la suite de leur scission de juillet et août 2018. Le Front populaire ivoirien de l'ancien président Laurent Gbagbo boycotte en grande partie les élections. Dans un contexte d'ambiance électorale tendue, la sécurité est renforcée afin d'éviter les violences. La transparence du scrutin, assurée par la Commission électorale indépendante, est un enjeu important de l'élection.

## Mode de scrutin
Les conseillers régionaux ou municipaux sont élus pour cinq ans au suffrage universel direct selon un système alliant scrutin proportionnel plurinominal avec prime majoritaire sur des listes complètes sans vote préférentiel ni panachage. La liste qui recueille le plus de suffrages exprimés obtient la moitié des sièges à pourvoir. L'autre moitié des sièges est répartie, entre toutes les listes, y compris la liste majoritaire, à la proportionnelle et aux plus forts restes.

## Résultats régionaux
Le taux de participation est de 46,4 %. Le RHDP remporte 60 % des voix et 18 régions, le PDCI 20 % des voix et 6 régions. Deux régions ont été remportées par des candidats se réclamant à la fois du RHDP et du PDCI, et une par les candidats du Front populaire ivoirien (FPI).

## Résultats municipaux
Le taux de participation est de 36,20 %, contre 36,49 en 2013. Le RHDP remporte 46 % des voix et 92 communes - dont la plupart des communes d'Abidjan, Bouaké et San Pedro - contre 28 % des voix et 50 communes au PDCI. Les candidats indépendants représentent 28 % des voix et 56 communes. Enfin, le FPI décroche deux communes.  

## Scrutin annulés
La municipale à Port Bouët, une commune populaire d’Abidjan, et la régionale dans le département de Facobly (région du Guemon, ouest) sont annulées en raison d'incidents graves. Les élections dans leur ensemble sont en effet entachées de multiples violences, tandis que quatre morts sont a déplorer.